# Иваномысль
Иваномысль (укр. Іваномисль) — село в Камень-Каширской городской общине Камень-Каширского района Волынской области Украины.
Население по переписи 2001 года составляет 457 человек. Почтовый индекс — 44552. Телефонный код — 3357. Занимает площадь 2,967 км².

## История
В 1946 году указом ПВС УССР село Яномысль переименовано в Иваномысль.